# Jean Cabannes (magistrat)
Pour les articles homonymes, voir Jean Cabannes et Cabannes.
Jean Cabannes est un magistrat français, né le 2 mars 1925 à Mirande (Gers) et mort le 1er juillet 2020 à Paris. Il a été ancien membre du Conseil constitutionnel.

## Biographie
Après des études de droit et de lettres, Jean Cabannes est d'abord avocat stagiaire à Toulouse (1945). Nommé substitut à Saint-Flour en 1951, délégué au ministère de la Justice un an plus tard, il est détaché de 1958 à 1969 à la grande chancellerie de l'ordre national de la Légion d'honneur comme secrétaire général. Il occupe le même poste à l'ordre national du Mérite de 1964 à 1969. Avocat général à la cour d'appel de Paris de 1969 à 1976, il devient conseiller à la Cour de cassation en 1976.
Jean Cabannes est, de 1977 à 1980, le directeur du cabinet d'Alain Peyrefitte, alors garde des Sceaux.
En 1981, il est nommé premier avocat général à la Cour de cassation.  
Il exprime publiquement sa déception de ne pouvoir succéder à Pierre Arpaillange comme procureur général de la Cour de cassation. De même il critique vivement les nominations, intervenues après le changement de majorité de mai 1988, de Pierre Truche au parquet général de la cour d'appel de Paris et de Myriam Ezratty à la première présidence de cette cour.  
En juin 1987, Jacques Chirac, Premier ministre, le nomme à la tête d'une commission chargée d'étudier les problèmes de compétences entre gendarmes et policiers, intitulée « Mission de liaison et de prospective sur la gendarmerie et la police nationales »,.
Il demeure à son poste de premier avocat général à la Cour de cassation jusqu'à sa retraite en 1989. Il est ensuite Premier avocat général honoraire.
Selon Yoann Viguier, « Personnalité de la droite judiciaire, proche de Jean-François Burgelin, dont il a dirigé les mélanges, et de Gilbert Azibert, il est associé aux milieux gravitant autour de l'Association professionnelle des magistrats (APM) ».
Il est membre du Conseil constitutionnel de 1989 à 1998, nommé par le président du Sénat Alain Poher.
En 2003, le garde des Sceaux, Dominique Perben, lui confie la présidence d'une « commission de réflexion sur l'éthique dans la magistrature ».
Jean Cabannes, vice-président de l'association « Les Amitiés de la Résistance » est élevé à la dignité de grand-croix de l'ordre de la Légion d'honneur le 31 décembre 2001. Il est membre du conseil de l'ordre national de la Légion d'honneur.

## Distinctions
- Grand-croix de la Légion d'honneur (31 décembre 2001)
- Croix de guerre 1939–1945
- Médaille militaire
- Commandeur de l'ordre national du Mérite
- Officier de l'ordre des Palmes académiques

## Publications
- Le personnel gouvernemental sous la Cinquième République (1959-1986), Paris, LGDJ, 1998  (ISBN 227500730X)
- Principes de justice : mélanges en l'honneur de Jean-François Burgelin, Paris, Dalloz, 2008  (ISBN 978-2247079117)